# Scotia Plaza
Scotia Plaza es un complejo de arquitectura postmoderna en la ciudad de Toronto, Ontario, Canadá. El complejo está situado en el distrito financiero del centro de la ciudad, y limita con Yonge Street al oeste, con King Street West al sur, con Bay Street al este y con Adelaide Street West al norte.
Scotia Plaza está conectado a la red PATH, y contiene 190.000 m² de espacio de oficinas y 40 tiendas al por menor. El complejo sigue funcionando como el domicilio social de Scotiabank. Tiene una altura de 68 pisos y un área de 148.658 m²